# قلعه‌گل (دهدشت)
قلعه گل مربوط به دوره قاجار است و در دهدشت، شمال شرق شهر واقع شده و این اثر در تاریخ ۲۴ فروردین ۱۳۸۲ با شمارهٔ ثبت ۸۳۱۹ به‌عنوان یکی از آثار ملی ایران به ثبت رسیده است.